# Batman: Dark Tomorrow
Batman: Dark Tomorrow — компьютерная игра в жанре action-adventure, разработанная и изданная Kemco для Nintendo GameCube и Xbox. Игра основана на персонаже DC Comics — Бэтмене.
Первоначально анонсированный в 2001 году как эксклюзив GameCube, Batman: Dark Tomorrow был представлен как открытый, верный и реалистичный подход к франшизе Batman. Однако, по мере развития разработки, игра была перенесена и намечена для выпуска на нескольких консолях. Игра стала критической неудачей при выпуске, ее критиковали за ее плохое управление и камеру.

## Геймплей
Batman: Dark Tomorrow — линейная, основанная на скрытности игра, в которой игроки контролируют Бэтмена, когда он борется с преступностью. Бэтмен оснащен несколькими его инструментами, такими как бэтаранги, дымовые шашки и крюки для захвата. Каждый уровень имеет определенные цели, которые игроки должны достичь, чтобы пройти его, в то время как преступники и враги попытаются остановить ваш прогресс. В то время как враги могут быть опрокинуты без сознания, их нельзя убить (из-за кода «без убийства» Бэтмена); из-за этого нужно, чтобы игрок надел наручники преступникам, чтобы не дать им атаковать. Есть несколько частей уровней, между которыми игра сохраняется; если игрок умрет, он перезагрузится на последнем сохранении.

## Сюжет
В то время как Бэтмен пытается остановить бандитскую войну между Чревовещателем и Чёрной Маской, которая ведется на улицах Готэм-Сити, комиссар Джеймс Гордон был похищен и удерживается в заложниках в Лечебнице Аркхем. Пробираясь через канализацию города, чтобы войти в Лечебницу необнаруженным, Бэтмен должен сражаться с врагами, начиная от Ядовитого Плюща и Мистера Фриза, прежде чем, наконец, столкнется с человеком, держащим Гордона — Джокером.
Бэтмен скоро обнаруживает, что похищение Гордона было фактически организовано Ра’с аль Гулом как отвлечение от его последнего плана захватить мир. Бэтмен отправляется в крепость злодея в Гималаях, чтобы остановить его. Окончание игры включает в себя ветвящуюся сюжетную линию: чтобы получить самый полный финал, Бэтмен должен разоружить сигнальное устройство перед тем, как столкнуться с Ра’с аль Гулом. Однако игроку никогда не давали никаких указаний на то, что устройство даже существует, что может сделать маленькую цель легко пропущенной. Неспособность разоружить устройство приведет к убийству Бэтмена Ра’с аль Гулом и последующему захвату мира.

## Разработка
Dark Tomorrow была представлена на E3 2001 в качестве эксклюзива для консоли Nintendo GameCube. Первоначально он был задуман как адаптация комиксов о Бэтмене с открытым миром. Подобно Spider-Man 2 от Activision, игроки будут контролировать Бэтмена, когда он путешествовал по городу Готэм-Сити, с возможностью патрулировать Готэм в Бэтмобиле, Бэткрыле, и Бэтлодке. Искусственный интеллект и боевая система были очень амбициозными, чтобы дать возможность глубже почувствовать мир Бэтмена. Тем не менее, игра позже была показана для работы как для Xbox, так и для PlayStation 2, и была переработана в более линейную и скрытую игру.
Ветеран DC Comics и создатель Batman: Gotham Adventures Скотт Петерсон (который также помогал в разработке Superman: The Man of Steel годом ранее) и Кенджи Терада создали историю для Dark Tomorrow, в то время как Королевский филармонический оркестр  исполнил оркестровую часть саундтрека игры. Игра разрабатывалась четыре года до того, как в конечном итоге была выпущена на GameCube и Xbox в начале 2003 года. Версия для PlayStation 2 в конечном итоге была отменена.

## Отзывы
| Сводный рейтинг    | Сводный рейтинг | Сводный рейтинг |
| Издание            | Оценка          | Оценка          |
| Издание            | GC              | Xbox            |
| ------------------ | --------------- | --------------- |
| GameRankings       | 27,83 %         | 24,06 %         |
| Metacritic         | 29/100          | 25/100          |
| Иноязычные издания |                 |                 |
| Издание            | Оценка          | Оценка          |
| Издание            | GC              | Xbox            |
| AllGame            | [ 9 ]           | N/A             |
| EGM                | 1,5/10          | N/A             |
| Game Informer      | 0,75/10         | N/A             |
| GamePro            | N/A             | [ 12 ]          |
| GameRevolution     | F               | N/A             |
| GameSpot           | 2,8/10          | 2,8/10          |
| GameSpy            | N/A             | [ 15 ]          |
| IGN                | 3,5/10          | 2,2/10          |
| Nintendo Power     | 1,9/5           | N/A             |
| OXM                | N/A             | 3,5/10          |

Batman: Dark Tomorrow стала позором за получение негативных отзывов на обеих платформах в соответствии с агрегатором обзора видеоигр Metacritic. Основная критика игры была направлена на её схему управления, повторяющиеся миссии и ее камеру, которая была описана как расстраивающая. Game Informer поставил версии на GameCube 0.75 из 10 за геймплей, который «непонятен и завален ошибками». IGN был сильно разочарован той же консольной версией, заявив, что «The Dark Knight получает свои крылья обрезанными в последнем приключении».
Хотя геймплей подвергся широкой критике, история Петерсона и Терады, а также внутриигровая кинематография получили высокую оценку. IGN отметил: «Положительные оценки, заработанны здесь для того, чтобы придерживаться лицензии Batman и добросовестно воплощать её в жизнь. Катсцены, возможно, являются лучшей частью игры». Концовка, однако, была встречена с критикой, поскольку в игре нет «направления» к «хорошему финалу».

### Комментарии
1. ↑  портирована на Xbox компанией HotGen